# Mary-Louise Parker
Pour les articles homonymes, voir Parker.
Mary-Louise Parker, née le 2 août 1964 à Fort Jackson (Caroline du Sud, États-Unis), est une actrice américaine.
Elle est principalement connue pour son rôle de Nancy Botwin dans la série télévisée Weeds.

## Biographie

### Carrière
Elle a débuté au cinéma en 1991 dans Grand Canyon aux côtés de Kevin Kline. Elle est apparue notamment dans Romance and Cigarettes de John Turturro, Le Client de Joel Schumacher, Saved!, Dragon rouge et L'Assassinat de Jesse James par le lâche Robert Ford. Elle incarne également Ruth dans le film Beignets de tomates vertes de Jon Avnet, en 1991, et le rôle de Robin dans Avec ou sans hommes en 1995 à côté de Whoopi Goldberg, un film sur les relations entre les femmes, le sida, la violence et la solitude en tant que femmes, malade, de couleur ou d'orientation sexuelle différente. 
Dans les années 2000 elle joue dans plusieurs séries télévisées : une lobbyiste féministe récurrente dans À la Maison-Blanche ou une épouse délaissée se consolant au valium dans l'adaptation d’Angels in America de 2003. Mary-Louise Parker a été pressentie pour incarner Susan Delfino dans la célèbre série américaine Desperate Housewives, avant que le rôle ne soit finalement attribué à Teri Hatcher.  
Mais le rôle le plus marquant de Mary-Louise Parker est celui de l'héroïne de Weeds, qu'elle a tenu entre 2005 et 2012 : elle y incarne une mère de famille qui se décide à vendre du cannabis pour faire vivre sa famille.  
Elle a aussi interprété le rôle d'Helen dans Les Chroniques de Spiderwick en 2008, accompagnée de jeunes stars montantes d'Hollywood telles que Freddie Highmore et aussi de Nick Nolte. 
En 2010 et 2013 elle est Sarah dans Red et sa suite Red 2. 
Ses rôles à la télévision lui ont valu un Emmy Award et un Golden Globe pour Angels in America, ainsi qu'un Golden Globe pour Weeds.

### Vie privée
Le 7 janvier 2004, Mary-Louise Parker donne naissance à son premier fils, William Atticus Parker, né de sa relation avec l'acteur Billy Crudup. Elle le rencontra lors des répétitions en 1996 de la pièce Bus Stop (en) de William Inge dans laquelle ils jouaient tous les deux. Après avoir passé huit années ensemble, le couple se sépare alors que Mary-Louise est enceinte de sept mois. Peu de temps après, Crudup admit qu'il avait une relation avec l'actrice Claire Danes, qu'il avait rencontrée sur le plateau Stage Beauty, mais démentit que la rupture fût causée par Danes.
Mary-Louise Parker a aussi eu des relations avec Adam Duritz des Counting Crows (dont elle reste proche) et Timothy Hutton.
En décembre 2006, Mary-Louise Parker sort avec l'acteur Jeffrey Dean Morgan, qu'elle rencontra sur le plateau de Weeds. Elle annonce, en mars 2007, que leur relation va très bien. En février 2008, Mary-Louise Parker et Morgan annoncent leurs fiançailles, mais rompent en avril 2008.
En septembre 2007, Mary-Louise Parker adopte une petite fille éthiopienne, Caroline « Ash » Aberash Parker,.
Mary-Louise Parker pratique la méditation transcendantale depuis l'age de dix-sept ans. Elle déclare : « j’ai toujours entendu parler de la méditation transcendantale, et je me suis dit que c'était peut-être le chemin du retour vers soi. J'ai appris la MT et ça a tout changé ». Elle participe également à un dîner caritatif en faveur des anciens combattants victimes de stress post-traumatique organisé par la Fondation David Lynch en compagnie de Tom Hanks,.

## Filmographie

### Cinéma
| Cinéma | Cinéma                                               | Cinéma                      | Cinéma                                       |
| Année  | Film                                                 | Rôle                        | Statut / Autres notes                        |
| ------ | ---------------------------------------------------- | --------------------------- | -------------------------------------------- |
| 1989   | Signs of Life                                        | Charlotte                   |                                              |
| 1990   | Un compagnon de longue date                          | Lisa                        |                                              |
| 1991   | Beignets de tomates vertes                           | Ruth Jamison                |                                              |
| 1991   | Grand Canyon                                         | Dee                         |                                              |
| 1993   | Mr. Wonderful                                        | Rita                        |                                              |
| 1993   | Naked in New York                                    | Joanne White                |                                              |
| 1994   | Coups de feu sur Broadway                            | Ellen                       |                                              |
| 1994   | Le Client                                            | Dianne Sway                 |                                              |
| 1995   | Reckless                                             | Pooty                       |                                              |
| 1995   | Avec ou sans hommes                                  | Robin                       |                                              |
| 1996   | Portrait de femme                                    | Henrietta Stackpole         |                                              |
| 1997   | Murder in Mind                                       | Caroline Walker             |                                              |
| 1997   | Le maitre du jeu                                     | Emily Peck                  |                                              |
| 1998   | Goodbye Lover                                        | Peggy Blane                 |                                              |
| 1999   | Let the Devil Wear Black                             | Julia Hirsch                |                                              |
| 1999   | Les Cinq Sens                                        | Rona                        | Nommée au Prix Génie de la meilleure actrice |
| 2002   | Dragon rouge                                         | Molly Graham                |                                              |
| 2002   | The Quality of Mercy                                 | Sarah Richardson            |                                              |
| 2002   | Romance de rêve                                      | Toni Edelman                |                                              |
| 2004   | Saved!                                               | Lillian                     |                                              |
| 2004   | The Best Thief in the World                          | Sue Zaidman                 |                                              |
| 2006   | Romance and Cigarettes                               | Constance Murder            |                                              |
| 2007   | L'Assassinat de Jesse James par le lâche Robert Ford | Zeralda James               |                                              |
| 2008   | Les Chroniques de Spiderwick                         | Helen Grace                 |                                              |
| 2009   | Solitary Man                                         | Jordan Karsch               |                                              |
| 2010   | Howl                                                 | Gail Potter                 |                                              |
| 2010   | Red                                                  | Sarah                       |                                              |
| 2013   | Red 2                                                | Sarah                       |                                              |
| 2013   | RIPD : Brigade fantôme                               | Procter                     |                                              |
| 2014   | Jamesy Boy                                           | Tracy Burns                 |                                              |
| 2017   | Golden Exits                                         | Gwendolyn                   |                                              |
| 2018   | Red Sparrow                                          | Sénatrice Stéphanie Boucher |                                              |
| 2024   | Woody Woodpecker : alerte en colo                    | Mary jane                   |                                              |

### Télévision
| Télévision | Télévision                                                 | Télévision                      | Télévision |
| Année      | Série                                                      | Rôle                            | Statut / Autres notes |
| ---------- | ---------------------------------------------------------- | ------------------------------- | --- |
| 1975       | Ryan's Hope                                                |                                 | |
| 1988       | Too Young The Hero                                         | Pearl Spencer                   | |
| 1994       | La Dernière chance d'Annie (A Place for Annie)             | Linda                           | |
| 1995       | Sugartime                                                  | Phyllis McGuire                 | |
| 1998       | Saint Maybe                                                | Lucy Dean Bedloe                | |
| 1998       | Legalese                                                   | Rica Martin                     | |
| 1999       | L'Affaire Noah Dearborn (The Simple Life of Noah Dearborn) | Dr Valérie Crane                | |
| 2000       | Les Surprises de l'amour (Cupid & Cate)                    | Caitlyn                         | |
| 2001-2006  | À la Maison-Blanche                                        | Amy Gardner                     | Nommée pour le Emmy de la meilleure actrice dans un second rôle dans une série dramatique (2002) Nommée pour le meilleur casting de série dramatique des Screen Actors Guild Award (2003)              |
| 2003       | Angels in America                                          | Harper Pitt                     | Golden Globe de la meilleure actrice dans un second rôle dans une série, une minisérie ou un téléfilm (2004) Emmy de la meilleure actrice dans un second rôle dans une minisérie ou un téléfilm (2004) |
| 2004       | L'Amour d'une mère (Miracle Run)                           |                                 | |
| 2005-2012  | Weeds                                                      | Nancy Botwin                    | Golden Globe de la meilleure actrice dans une série télévisée musicale ou comique (2006) |
| 2005       | La Colline aux adieux (Vinegar Hill)                       | Ellen Grier                     | |
| 2007       | Voleuse de vies (The Robber Bride)                         | Zenia Arden                     | |
| 2013       | Un dernier tour pour Noël (Téléfilm)                       | Suzy Mayor                      | |
| 2014       | Blacklist                                                  | Carla Reddington / Naomi Hyland | |
| 2014       | Mauvaises Fréquentations (Behaving Badly)                  | Lucy Stevens / Sainte Lola      | |
| 2017       | When We Rise                                               | Roma Guy                        | |
| 2017       | Mr. Mercedes                                               | Janey Patterson                 | |

- 2025 : The Institute

## Théâtre
| Théâtre | Théâtre                | Théâtre      | Théâtre                                                         |
| Année   | Pièce                  | Rôle         | Statut / Autres notes                                           |
| ------- | ---------------------- | ------------ | --------------------------------------------------------------- |
| 1990    | Prelude to a Kiss      | Rita         | Nommée pour le Tony Award de la Meilleure Performance d'actrice |
| 1996    | Bus Stop               | Cherie       |                                                                 |
| 1997    | How I Learned to Drive | Li'l Bit     |                                                                 |
| 2000    | Proof                  | Catherine    | Tony Award de la Meilleure Performance d'actrice                |
| 2004    | Reckless               | Rachel       | Nommée pour le Tony Award de la Meilleure Performance d'actrice |
| 2009    | Hedda Gabler           | Hedda Tesman |                                                                 |

## Voix francophones
En France, Vanina Pradier est la voix française régulière de Mary-Louise Parker. Rafaèle Moutier et Virginie Méry l'ont également doublée à six et trois reprises. 
Au Québec, Hélène Mondoux est la voix québécoise la plus régulière de l'actrice. Marie-Andrée Corneille l'a également doublée à trois reprises. 
En France
| - Vanina Pradier dans : - Weeds (série télévisée) - Voleuse de vies (téléfilm) - Solitary Man - Red 2 - RIPD : Brigade fantôme - Un dernier tour pour Noël (téléfilm) - When We Rise (mini-série) - Billions (série télévisée) - Mr. Mercedes (série télévisée) - Colin en noir et blanc (mini-série) - Rafaèle Moutier dans : - L'Affaire Noah Dearborn (téléfilm) - Les Surprises de l'amour (téléfilm) - Romance de rêve (en) - L'Amour d'une mère (téléfilm) - La Colline aux adieux (téléfilm) - L'Institut (série télévisée) - Virginie Méry dans : - Angels in America (mini-série) - Les Chroniques de Spiderwick - Red Sparrow | - Micky Sébastian dans : - Beignets de tomates vertes - Avec ou sans hommes - Anne Rondeleux dans : - Naked in New York - Quitte ou double (en) (téléfilm) - Julie Dumas, dans : - Goodbye Lover - À la Maison-Blanche (série télévisée) Et aussi - Karin Viard dans Le Client - Laurence Charpentier dans La Dernière Chance d'Annie (téléfilm) - Coraly Zahonero dans Dragon rouge - Marjorie Frantz dans Red - Olivia Brunaux dans Blacklist (série télévisée) - Sabrina Horvais-Amengual dans Mauvaises Fréquentations - Léovanie Raud dans Jane (série télévisée) - Claire Tefnin dans Woody Woodpecker : Alerte en colo (en) |

Au Québec
| - Hélène Mondoux dans : - Les Cinq Sens - Les Chroniques de Spiderwick - Red - Red 2 - RIP Département - Le Moineau rouge - Marie-Andrée Corneille dans : - Le Client - Pas besoin des hommes - Un homme sans exception | Et aussi - Johanne Garneau dans Le secret est dans la sauce - Geneviève De Rocray dans L'Homme idéal |